# Gambier (quần đảo thuộc Nam Úc)
Quần đảo Gambier (tiếng Anh: Gambier Islands) là một quần đảo nhỏ nằm giữa các điểm cực nam của bán đảo Eyre và bán đảo Yorke tại cửa vào vịnh Spencer, tiểu bang Nam Úc, Úc. Nhóm đảo này (trừ đảo Wedge) nằm trong Công viên Biển Nhóm đảo Gambier rộng 120 km².

## Miêu tả
Đảo lớn nhất trong quần đảo Gambier là đảo Wedge với diện tích khoảng 10 km². Các đảo còn lại là đảo North, đảo South West Rock và Peaked Rocks. Ngoại trừ đảo Wedge thì nhóm đảo này hợp thành Công viên Biển Nhóm đảo Gambier (Gambier Islands Group Marine Park) có tên trong Sổ bộ Bất động sản Quốc gia. Một phần đảo Wedge là đất hoàng gia và một phần là đất tư nhân. Sau khi người châu Âu đến đây định cư thì hòn đảo được dùng làm nơi canh tác nông nghiệp trong hơn 130 năm. Trên đảo có một số tòa nhà chủ yếu dành cho khách du lịch lưu trú. Đảo còn có sân bay, bến tàu và hải đăng. Vùng biển quanh quần đảo Gambier là nơi diễn ra tấp nập hoạt động đánh bắt cá thương mại cũng như đánh cá giải trí và lặn thể thao.

## Thiên nhiên hoang dã
Quần đảo là nơi sinh sản của sư tử biển Úc và có ý nghĩa quan trọng với các loài chim biển như Eudyptula minor, Puffinus tenuirostris và Pelagodroma marina. Một số loài chim khác là Neophema petrophila, Burhinus grallarius, Falco peregrinus (cắt lớn), Pandion haliaetus (ó cá) và Haliaeetus leucogaster (đại bằng bụng trắng).